# Grybów (gmina)
Grybów est une gmina rurale du powiat de Nowy Sącz, Petite-Pologne, dans le sud de la Pologne. Son siège est la ville de Grybów, bien qu'elle ne fasse pas partie du territoire de la gmina.
La gmina couvre une superficie de 153,01 km2 pour une population de 22 436 habitants.

## Géographie
La gmina inclut les villages de Biała Niżna, Binczarowa, Chodorowa, Cieniawa, Florynka, Gródek, Kąclowa, Krużlowa Niżna, Krużlowa Wyżna, Ptaszkowa, Siołkowa, Stara Wieś, Stróże, Wawrzka et Wyskitna.
La gmina borde la ville de Grybów et les gminy de Bobowa, Chełmiec, Gorlice, Kamionka Wielka, Korzenna, Krynica-Zdrój, Łabowa, Łużna, Ropa et Uście Gorlickie.